# Асиметрична криптографија
Асиметрична криптографија, позната и под називом криптографија са јавним кључем, је облик криптографије у којој се кључ за криптовање поруке разликује од кључа за декриптовање. Другим ријечима, постоји јавни и приватни кључ. Приватни кључ се држи у тајности, а јавни може бити пружен могућим пошиљаоцима или потпуно пуштен у јавност. Када пошиљалац шаље поруку, он је криптује јавним кључем, а прималац је декриптује приватним кључем, који само он има. Ова два кључа су математички повезани, али приватни не може бити откривен преко јавног.
У супротности са овим обликом криптографије, у симетричној криптографији се користи један те исти кључ и за криптовање и за декриптовање. У том случају и прималац и пошиљалац морају имати тај кључ да би послали односно примили поруку или пошиљалац може да га пошаље уз поруку.
Поред уобичајеног криптовања послатих порука, асиметрична криптографија се користи и за дигиталне потписе: одређена порука може бити потписана приватним кључем, а сви који је приме могу, помоћу јавног кључа, утврдити да ли је порука послата од праве особе и да ли је у нетакнутом стању тј. непромијењена.
Будући да је асиметрично криптовање и декриптовање знатно захтјевније од симетричног, ова два се често комбинују; цијела порука се симетричног криптује помоћу кључа који је изабран методом случајног избора, а затим се тај кључ криптује примаочевим јавним кључем и шаље скупа са поруком. Будући да је тај кључ обично знатно мањи од цијеле поруке, његово асиметрично криптовање и декриптовање се одвијају релативно брзо а симетрично декриптовање поруке је брзо само по себи. На тај начин је обезбијеђена и сигурност и брзина.

## Историја
Кроз историју, кључеви за декриптовање порука су се морали чувати у строгој тајности и обично би били унапријед договарани (лицем у лице или уз помоћ повјерљивог курира). Строга тајност и питање повјерљивости посредника представљали су велики проблем. Због тога је изумљена асиметрична криптографија, која омогућава да прималац слободно раздјељује јавни кључ помоћу којег му пошиљаоци могу безбједно послати поруку.
Године 1874. у књизи Вилијама Стенлија Џевонса је описана повезаност једностраних функција са криптографијом скупа са расправом о проблему факторизације која се користила за прављење једностране функције са задњим вратима у систему РСА. Јула 1996. године један посматрач је пропратио овај дио књиге на сљедећи начин:
У својој књизи »Принципи науке: расправа о логици и научним методама«, објављеној 1890их Вилијам С. Џевонс је примијетио да има много ситуација када је „директна“ операција релативно лака, али је обрнута операција знатно тежа. Један од примјера који је укратко споменут је да је криптовање (шифровање) лако а декриптовање тешко. У истом одјељку у 7. поглављу: увод под насловом »индукција инверзна операција«, много више пажње је посвећено чињеници да је множење цијелих бројева лако али да је проналажење простих чинилаца много теже. На тај начин, Џевонс је несвјесно наслутио главну особину алгоритма РСА за асиметричну криптографију, иако засигурно није изумио ову врсту криптографије
Први пут асиметричну криптографију су изумјели Џејмс Х. Елис, Клифорд Кокс и Малколм Вилијамсон из Централног комуникационог штаба Уједињеног Краљевства раних 1970их. Овај изум је касније постао познат под именом „размјена кључева Дифи-Хелман“, као посебан случај алгоритма РСА. Криптографи из комуникационог штаба су ову технику називали „нетајно криптовање“. Све до 1997. године податак да су дошли до овог изума је чуван од јавности.
Систем криптовања помоћу асиметричних кључева су 1976. године објавили Витфилд Дифи и Мартин Хелман, који су, под утицајем радова Ралфа Меркла о раздјељивању јавних кључева, објавили методу усаглашавања помоћу јавног кључа. Ова метода размјене експоненцијалних кључева, која је постала позната под називом „размјена кључева Дифи-Хелман“, је била прва практична метода успостављања сигурне везе преко незаштићених канала без унапријед договорене лозинке. Мерклова техника усаглашавања помоћу јавног кључа је постала позната под називом „Мерклове загонетке“ и објављена је 1978. године.
Уопштење Коксове методе су 1977. године осмислили Ривест, Шамир и Ејдлман, који су светројица тада радили на Институту технологије Масачусетса. Рад су објавили 1978. године, а сам алгоритам је постао познат под називом РСА, на основу почетних слова њихових презимена (Ronald Rivest, Adi Shamir, Leonard Adleman). РСА користи остатак при дијељењу експонента са производом два велика цијела броја  за криптовање и декриптовање, а сигурност је заснована на претпоставци да не постоји довољно брза (практично остварива) метода за проналажење простих чинилаца великих цијелих бројева.
Од 1970их година до данас, развијен је велики број различитих начина криптовања, дигиталног потписивања, усаглашавања кључевима и других техника на пољу криптографије са јавним кључем. Систем криптовања Елгамал (чији је аутор тадашњи радник Нетскејпа Тахер Елгамал) заснива се на (сличној и повезаној) тешкоћи рјешавања проблема дискретног логаритмовања, као и уско повезани алгоритам ДСА који су развили амерички Национални институт за стандарде и технологију и Државна безбједносна агенција. Елиптичка криптографија, коју је представио Нил Коблиц 1980их година, довела је до читаве нове породице одговарајућих алгоритама заснованих на јавном кључу. Иако математички сложенија, елиптичка криптографија изгледа да обезбјеђује поузданији начин превазилажења проблема дискретног логаритмовања, посебно с обзиром на величину кључа.

## Сигурност
За неке од начина криптовања се може доказати да су сигурни полазећи од претпостављене тежине рјешавања одређеног математичког проблема попут проналажења простих чинилаца производа два велика проста броја или израчунавање дискретних логаритама. Треба обратити пажњу да „сигурни“ има прецизно математичко значење и да има неколико различитих (и смисаоних) тумачења шта значи да је начин криптовања сигуран. „Право“ тумачење зависи од контекста у којем се криптовање користи.
За разлику од Вернамове шифре, ниједан начин криптовања не пружа потпуну заштиту од прислушкивача који имају неограничене рачунарске капацитете. Докази сигурности одређеног криптовања, према томе, имају на уму нападаче са ограниченим рачунарским капацитетима и јемче сигурност (у зависности од одговарајуће математичке претпотавке) у облику „шифра не може бити разбијена користећи просјечан данашњи лични рачунар за мање од 1000 година“.

## Процесорска захтјевност
Већина алгоритама за асиметричну криптографију је релативно захтјевна у контексту броја изведених рачунских операција у односу на алгоритме за симетричну криптографију са наизглед сличном пруженом сигурношћу. Та чињеница је врло важна за њихову практичну употребу. У већини случајева се користе мијешани системи криптографије да би се добила и брзина и сигурност.